# Флойд (окръг, Индиана)
Окръг Флойд (на английски: Floyd County) е окръг в щата Индиана, Съединени американски щати. Площта му е 383 km², а населението е 80 484 души (1 април 2020). Административен център е град Ню Олбани.